# Companhia Tônia-Celi-Autran
Companhia Tônia-Celi-Autran (CTCA) foi uma companhia de teatro fundada pelos atores Tônia Carrero e Paulo Autran, e pelo diretor Adolfo Celi, em 1956, no Rio de Janeiro, todos provenientes do TBC.
Além dos três fundadores que dão nome à companhia, contou com a participação da atriz Margarida Rey, também proveniente do TBC, Geraldo Mateus e Benedito Corsi, respectivamente vice-diretor artístico e vice-diretor administrativo, ambos formados pela Escola de Arte Dramática (EAD).
A CTCA se caracterizou por montar peças de textos clássicos e modernos da dramaturgia universal, sendo a sua estreia a peça Otelo, de William Shakespeare.
A partir de 1961, a CTCA começa a se dissolver, enfraquecida por dissidências internas, além das dificuldades provenientes do cenário político e social brasileiro na década de 1960. Em 1962 a companhia é extinta. Após seu fim, Tonia Carrero continuou com a companhia, sem Celi e Autran, e tornou seu filho, Cecil Thiré, seu sócio.